# Rozprza (gmina)
Rozprza – gmina miejsko-wiejska w województwie łódzkim, w powiecie piotrkowskim. W latach 1975–1998 gmina położona była w województwie piotrkowskim.
Siedziba gminy to Rozprza.

## Historia
Za Królestwa Polskiego gmina Rozprza należała do powiatu piotrkowskiego w guberni piotrkowskiej. 31 maja 1870 do gminy przyłączono pozbawioną praw miejskich Rozprzę.
1 stycznia 2023 Rozprza odzyskała prawa miejskie, a gmina stała się gminą miejsko-wiejską. 

## Struktura powierzchni
Według danych z roku 2007 gmina Rozprza ma obszar 163,08 km², w tym:
- użytki rolne: 67%
- użytki leśne: 26%

Gmina stanowi 11,41% powierzchni powiatu piotrkowskiego.

## Demografia

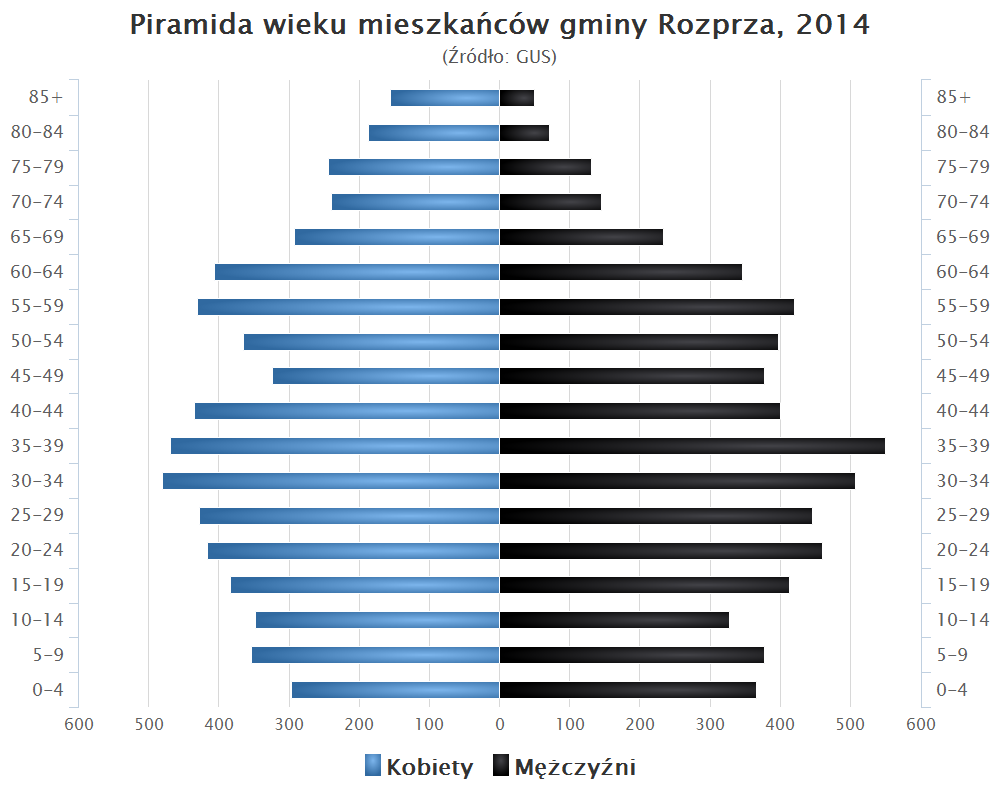
Piramida wieku mieszkańców gminy Rozprza w 2014 roku

Dane o ludności z 31 grudnia 2007:
| Opis                                | Ogółem | Ogółem | Kobiety | Kobiety | Mężczyźni | Mężczyźni |
| ----------------------------------- | ------ | ------ | ------- | ------- | --------- | --------- |
| Jednostka                           | osób   | %      | osób    | %       | osób      | %         |
| Populacja                           | 12 092 | 100    | 6214    | 51,39   | 5878      | 48,61     |
| Wiek przedprodukcyjny (0–17 lat)    | 2205   | 18,24  | 1055    | 8,72    | 1150      | 9,51      |
| Wiek produkcyjny (18–65 lat)        | 7904   | 65,37  | 3773    | 31,2    | 4131      | 34,16     |
| Wiek poprodukcyjny (powyżej 65 lat) | 1983   | 16,4   | 1386    | 11,46   | 597       | 4,94      |

## Komunikacja
Przez gminę biegną dwie drogi krajowe:
- nr 1 (Gdańsk – Gorzyczki)
- nr 91 (Gdańsk – Podwarpie)

## Sołectwa
Bagno, Bazar, Biała Róża, Białocin, Bryszki, Budy, Cekanów, Cieślin, Gieski, Ignaców, Janówka, Kęszyn, Kisiele, Longinówka, Lubień, Łazy Duże, Łochyńsko, Magdalenka, Mierzyn, Milejowiec, Milejów, Niechcice, Nowa Wieś, Pieńki, Rajsko Duże, Rajsko Małe, Romanówka, Rozprza, Stara Wieś, Wola Niechcicka Stara, Straszów, Świerczyńsko, Truszczanek, Wroników, Zmożna Wola oraz Osiedle Przylesie w Niechcicach.

## Pozostałe miejscowości
Adolfinów, Bogumiłów, Budy Porajskie, Dzięciary, Gaj, Grobla, Kazimierzów, Kolonia Mierzyn, Milejów-Kolonia, Nowa Wola Niechcicka, Stefanówka, Straszówek, Szymanów, Turlej.

## Sąsiednie gminy
Gorzkowice, Kamieńsk, Łęki Szlacheckie, Piotrków Trybunalski, Ręczno, Sulejów, Wola Krzysztoporska